# 大水上山
大水上山（おおみなかみやま）は、新潟県南魚沼市、同県魚沼市と群馬県利根郡みなかみ町の境目にある標高1,834 mの山。別名、大利根山（おおとねやま）・大利根岳・利根岳・刀根岳・刀嶺岳など。三国山脈にある。谷川岳や巻機山から連なる太平洋と日本海を分ける中央分水嶺は、この山頂で東へ屈曲し、藤原山、平ヶ岳へと続く。また、山頂は群馬県の北限点となっており越後湯沢駅よりも北に位置している。
山頂から約500メートル南には利根川水源碑が建ち、利根川の源頭の山とされる。1926年（大正15年）に利根川の水源は刀根岳（大水上山）と確認されたが、源流部までは解明できなかった。1954年（昭和29年）の調査によって、水源は大水上山の三角形の雪渓であることがつきとめられた。

## 登山
登山口からこの山へ直接登る道はない。丹後山もしくは中ノ岳の方から続く稜線をたどって行く方法が一番無難。それでも日帰りでは登れず、山小屋などもないので、近くの山の避難小屋を利用することになる。
- 十字峡 - 丹後山 - 大水上山
- 十字峡 - 中ノ岳 - 大水上山
- 越後駒ヶ岳 - 中ノ岳 - 大水上山
- 平ケ岳 - 藤原山 - 大水上山
- 巻機山 - 丹後山 - 大水上山 （藪道）
- 鳩待峠 -至仏山 - 大水上山
- 奥利根湖 - 利根川本流 - 大水上山 （沢登りルート、要3日）
- 七入 - 尾瀬ヶ原 - 至仏山 - 大水上山

## 利根川源流部自然環境保全地域
県境の本谷山、大水上山、剣ヶ倉山に囲まれる利根川源流部は利根川源流部自然環境保全地域に指定されている。